# Кравчук Микола Іванович (механізатор)
Микола Іванович Кравчук — працівник сільськогосподарського підприємства, переможець соціалістичного змагання, ударник десятої та одинадцятої п'ятирічок.

## Короткий життєпис
1955 року здобув неповну середню освіту, 1 рік навчався в училищі механізації (село Просіка Глибоцького району). 1956 року працював помічником комбайнера в Топорівцях, з того часу його життя пов'язане із сільськогосподарськими роботами.
Здійснював збирання бурякових та зернових культур, 10 років працював на бурякозбиральному комбайні.
Відзначений державними нагородами:
- 1972 року нагороджений орденом «Знак пошани»
- 1978 року — орденом Трудового Червоного Прапора
- 1986 року — орденом Леніна: «за сумлінну працю, за успішне виконання даних завдань, за активну громадську роботу»
- медаль ВДНГ за успіхи в народному господарстві
- медаль «За доблесну працю»
- медаль «Ветеран праці»

Батько трьох дітей. Вийшовши на пенсію, ще 12 років продовжував працювати в спілці «Топорівська».